# Greenville Groove 2001-2002
La stagione 2001-02 dei Greenville Groove fu la 1ª nella NBA D-League per la franchigia.
I Greenville Groove arrivarono primi nella NBA D-League con un record di 36-20. Nei play-off vinsero la semifinale con i Columbus Riverdragons (2-1), vincendo poi il titolo battendo nella finale i North Charleston Lowgators (2-0).

## Roster
| N° | Naz.                   | Ruolo | Sportivo          | Anno | Alt. | Peso |
| -- | ---------------------- | ----- | ----------------- | ---- | ---- | ---- |
|    | Stati Uniti (bandiera) | G     | Billy Thomas      | 1975 | 193  | 94   |
|    | Stati Uniti (bandiera) | A     | Ansu Sesay        | 1976 | 206  | 102  |
|    | Stati Uniti (bandiera) | A     | Rahim Lockhart    | 1978 | 203  | 116  |
|    | Stati Uniti (bandiera) | G     | Jeff Myers        | 1974 | 188  | 89   |
|    | Stati Uniti (bandiera) | A     | DeeAndre Hulett   | 1980 | 203  | 98   |
|    | Stati Uniti (bandiera) | C     | Tom Wideman       | 1976 | 208  | 118  |
|    | Stati Uniti (bandiera) | C     | Thomas Hamilton   | 1975 | 218  | 150  |
|    | Stati Uniti (bandiera) | C     | Eric Chenowith    | 1979 | 216  | 122  |
|    | Stati Uniti (bandiera) | G     | Eric Harris       | 1976 | 191  | 91   |
|    | Giamaica (bandiera)    | C     | Kimani Ffriend    | 1977 | 211  | 100  |
|    | Stati Uniti (bandiera) | GA    | Kenny Gregory     | 1978 | 196  | 94   |
|    | Stati Uniti (bandiera) | AC    | Brent Wright      | 1978 | 203  | 107  |
|    | Stati Uniti (bandiera) | G     | Merl Code         | 1974 | 188  | 86   |
|    | Stati Uniti (bandiera) | A     | Terrance Roberson | 1976 | 201  | 98   |
|    | Guyana (bandiera)      | G     | Jason Miskiri     | 1975 | 188  | 79   |
|    | Stati Uniti (bandiera) | G     | Greedy Daniels    | 1978 | 185  | 83   |
|    | Stati Uniti (bandiera) | G     | Donald Hand       | 1979 | 180  | 86   |
|    | Stati Uniti (bandiera) | A     | Jason Williams    | 1979 | 196  | 100  |
|    | Stati Uniti (bandiera) | A     | Tony Christie     | 1976 | 201  | 100  |
|    | Stati Uniti (bandiera) | G     | Eric Coley        | 1977 | 196  | 98   |
|    | Stati Uniti (bandiera) | A     | Fred Williams     | 1974 | 203  | 100  |

## Staff tecnico
- Allenatore: Milton Barnes
- Vice-allenatore: Stephanie Ready